# Heleia superciliaris
Heleia superciliaris là một loài chim trong họ Zosteropidae.